# Copa Melanesia 1994
La Copa Melanesia 1994 fue la quinta edición del torneo que englobaba a los equipos de dicha región geográfica de Oceanía. Se disputó en las Islas Salomón entre el 3 y el 8 de julio.
Fue el primer torneo que sirvió como clasificación para la Copa de las Naciones de la OFC. La selección local, que obtuvo su primer título, consiguió la única plaza de la región para el campeonato 1996.

## Clasificación
| Pos. | Equipo               | Pts. | PJ | G | E | P | GF | GC | Dif. | Clasificación                       |
| ---- | -------------------- | ---- | -- | - | - | - | -- | -- | ---- | ----------------------------------- |
| 1    | Islas Salomón (C, H) | 12   | 4  | 4 | 0 | 0 | 10 | 1  | +9   | Copa de las Naciones de la OFC 1996 |
| 2    | Fiyi                 | 9    | 4  | 3 | 0 | 1 | 8  | 4  | +4   |                                     |
| 3    | Papúa Nueva Guinea   | 4    | 4  | 1 | 1 | 2 | 2  | 4  | −2   |                                     |
| 4    | Nueva Caledonia      | 3    | 4  | 1 | 0 | 3 | 5  | 9  | −4   |                                     |
| 5    | Vanuatu              | 1    | 4  | 0 | 1 | 3 | 5  | 12 | −7   |                                     |

 Fuente: 

## Resultados
| 3 de julio de 1994 | Papúa Nueva Guinea | 1:0 | Nueva Caledonia |             |  |
|                    |                    |     |                 | Árbitro(s): |  |

| 4 de julio de 1994 | Fiyi | 3:1 | Nueva Caledonia |             |  |
|                    |      |     |                 | Árbitro(s): |  |

| 5 de julio de 1994 | Vanuatu | 2:3 | Nueva Caledonia |             |  |
|                    |         |     |                 | Árbitro(s): |  |

| 5 de julio de 1994 | Islas Salomón | 2:0 | Papúa Nueva Guinea |             |  |
|                    |               |     |                    | Árbitro(s): |  |

| 6 de julio de 1994 | Islas Salomón | 4:0 | Vanuatu |             |  |
|                    |               |     |         | Árbitro(s): |  |

| 6 de julio de 1994 | Papúa Nueva Guinea | 0:1 | Fiyi |             |  |
|                    |                    |     |      | Árbitro(s): |  |

| 7 de julio de 1994 | Vanuatu | 1:1 | Papúa Nueva Guinea |             |  |
|                    |         |     |                    | Árbitro(s): |  |

| 7 de julio de 1994 | Islas Salomón | 1:0 | Fiyi |             |  |
|                    |               |     |      | Árbitro(s): |  |

| 8 de julio de 1994 | Vanuatu | 2:4 | Fiyi |             |  |
|                    |         |     |      | Árbitro(s): |  |

| 8 de julio de 1994 | Islas Salomón | 3:1 | Nueva Caledonia |             |  |
|                    |               |     |                 | Árbitro(s): |  |

| Bandera de Islas Salomón |
| Campeón Islas Salomón    |
| Primer título            |